# Lobito
|  | Per a altres significats, vegeu «Bultaco Lobito». |

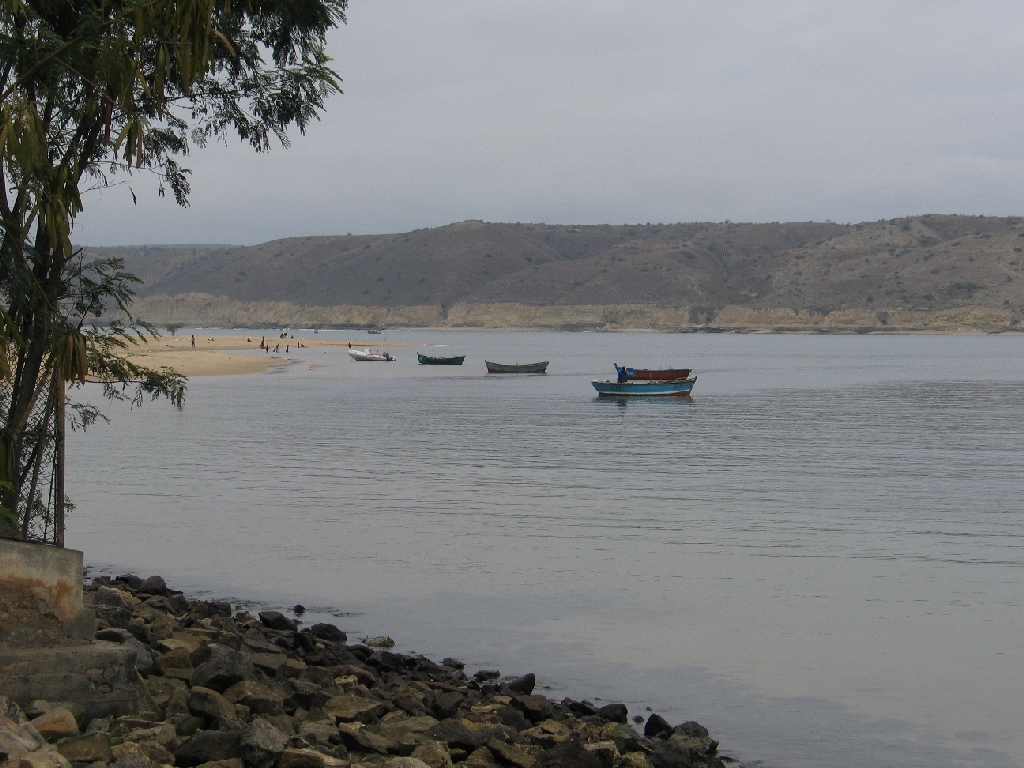
Vaixells de pesca a prop de Lobito.

Lobito és una ciutat i municipi de la província de Benguela, a Angola. Es localitza a la costa de l'Atlàntic. Té 3.648 km² i prop de 324.050 habitants segons el cens de 2014, i és la tercera ciutat més poblada d'Angola. Limita al nord amb el municipi de Sumbe, a l'est amb el municipi de Bocoio, al sud amb el municipi de Benguela i a l'oest amb l'oceà Atlàntic.
L'antic concejo va ser creat el 1843. El port de Lobito és el segon port de càrrega del país.
Lobito és l'estació d'origen del Ferrocarril de Benguela, en portuguès O Caminho de Ferro de Benguela (CFB) que comunica el port de Lobito, a la costa atlàntica, amb la localitat fronterera de Luau, a la part oriental del país.

## Història
Lobito va ser construït en un banc de sorra i terra recuperada, amb un dels millors portd natural d'Àfrica, protegit per un llarg banc de sorra fr 5 kilòmetres. El vell municipi (concelho) va ser creat el 1843 per l'administració portuguesa. La ciutat també va ser fundada en 1843 per ordre de Maria II de Portugal, i les seves obres portuàries es van iniciar el 1903. Els grans aprofitaments, però, no van ser estimulats fins a la finalització en 1928 de l'important Caminho de Ferro de Benguela que connectava l'Angola portuguesa amb el Congo Belga. Sota el domini portuguès, el port era un dels més transitats d'Angola, exportant productes agrícoles de l'interior i comerciant amb les mines del sud-est del Congo Belga i de Rhodèsia del Nord. La Pesca, el turisme i els serveis també eren importants. El Carnaval en Lobito va ser també un dels més reconeguts i populars a l'Angola portuguesa. No va ser fins 1843 que Maria II de Portugal va aprovar la craeció de la ciutat en el que havia estat conegut com a Catumbela das Ostras.

## Agermanaments
- Sintra

## Personatges
- António Setas, escriptor
- Yola Semedo, cantant